# L'Aventure du Poséidon (film)
Pour les remakes sortis en 2005 et 2006, voir L'Aventure du Poséidon (téléfilm) et Poséidon (film, 2006).
Série
Le Dernier Secret du Poseidon
(1979)
Pour plus de détails, voir Fiche technique et Distribution.
L'Aventure du Poséidon (The Poseidon Adventure) est un film catastrophe américain réalisé par Ronald Neame, sorti en 1972. Il s'agit de l'adaptation du roman du même nom (en) de Paul Gallico (1969) et de l'un des premiers films catastrophe des années 70.
Le film se déroule sur le Poséidon, un paquebot de croisière qui doit prendre sa « retraite » et effectue un de ses derniers voyages de New York à Athènes. Malgré les avertissements du capitaine Harrison, le nouveau propriétaire insiste pour que le navire navigue à pleine vitesse pour économiser de l'argent.
Le soir du Nouvel An, alors que les passagers sont rassemblés dans la grande salle de bal, le capitaine est appelé sur la passerelle en raison d'un séisme sous-marin. Alors que le paquebot est proche de la Crète, il est frappé par une gigantesque lame de fond. Le Poséidon se retourne en pleine mer. 
À l'intérieur, le révérend Frank Scott va tenter de mener un petit groupe de survivants qui ont accepté de le suivre, jusqu'à la salle des machines, désormais lieu le plus proche de l'extérieur. Parmi eux se trouvent le policier Mike Rogo et sa femme Linda (ancienne prostituée), Susan Shelby et son jeune frère Robin, Manny Rosen (propriétaire d'un magasin à la retraite) et sa femme Belle, le mercier célibataire James Martin, la chanteuse Nonnie Parry et Alan, un des serveurs du paquebot.
Une suite est sortie en 1979, intitulée Le Dernier Secret du Poseidon d'Irwin Allen avec Michael Caine, Sally Field et Telly Savalas. Deux autres adaptations du roman sont ensuite produites : un téléfilm (2005) et un film (2006).

## Synopsis
31 décembre 1972. Le Poséidon, un luxueux paquebot, effectue sa dernière traversée entre New York, Athènes et Israël. Le capitaine Harrison insiste auprès du représentant de la compagnie propriétaire du navire, Mr Linarcos, pour prendre du ballast. Mais il y a trop d'enjeux commerciaux et Linarcos fait foncer le navire à toute vitesse.
Le soir venu, les passagers se rassemblent dans la salle de bal du navire pour fêter la nouvelle année. À minuit, alors que les passagers font la fête, le capitaine aperçoit une gigantesque lame de fond qui fonce sur le navire et active l'alarme. La vague frappe le Poséidon, le renverse, et le navire se retrouve la tête en bas. Des dizaines de rescapés reprennent leurs esprits dans la salle de bal située à présent sous la ligne de flottaison. Le commissaire de bord insiste pour que tout le monde reste sur place en attendant les secours.
Néanmoins, le Révérend Frank Scott convainc un groupe hétéroclite de rescapés (composé de Mike Rogo, détective de la police de New York, et sa femme Linda, ancienne prostituée, Manny et Belle Rosen, un couple de retraités rendant visite à leur petit fils en Israël, Susan et Robin Shelby, un frère et une sœur, enfant et adolescente, qui voyagent seuls, James Martin, chemisier célibataire, Noonie Parry, chanteuse du navire, et Acres, un steward) d'essayer d'atteindre la salle de machine qui se trouve hors de l'eau. Le groupe utilise un sapin de Noël pour monter dans la cuisine. Après qu'ils sont tous montés, une explosion ébranle le navire, brise les vitres de la salle de  bal, permettant à l'eau de s'y engouffrer et de noyer tous ceux qui n'avaient pas écouté le révérend Scott.
Le groupe traverse une cuisine en feu, puis monte un escalier renversé, échappant juste à temps à l'arrivée de l'eau. Ils avancent ensuite dans un conduit d'aération et atteignent un puits central. Mais une nouvelle explosion secoue le navire, Acres tombe dans l'eau et se tue. Le groupe arrive dans un corridor où ils rencontrent un plus grand groupe de survivants dirigé par le médecin du bord, le Dr Caravello, se dirigeant vers la proue du navire. Mike Rogo veut les rejoindre. Le révérend Scott choisit d'aller explorer la salle des machines ; s'il n'est  pas revenu dans 20 minutes, le groupe doit aller vers la proue. Ce délai écoulé, le révérend Scott arrive et déclare avoir trouvé un passage vers la salle des machines. En même temps, ils se rendent compte que Robin a disparu. Le révérend Scott le retrouve alors que l'eau envahit le couloir et les deux s'échappent juste à temps.
Peu après, le groupe se rend compte que le passage vers la salle des machines est submergé. Le révérend Scott plonge en premier mais se retrouve coincé sous une plaque de métal. Belle Rosen, ex-championne de natation, plonge pour l'aider et les deux arrivent de l'autre coté ; mais Belle fait un infarctus et décède. Le reste du groupe passe de l'autre côté et monte un escalier menant à l'arbre d'hélice.
Une nouvelle explosion ébranle le navire, Linda tombe sur une pièce de métal et se tue. C'est alors qu'un jet de vapeur brûlante bloque l'accès à l'arbre d'hélice. Le révérend Scott se sacrifie en ouvrant une vanne et en se laissant tomber dans l'eau pour arrêter le jet. Mike Rogo prend le commandement du groupe et ils arrivent dans la salle de l'arbre d'hélice, où ils signalent leur présence aux gardes-côtes français arrivés sur place, qui les extraient du navire. Les six rescapés embarquent dans un hélicoptère qui décolle et s'éloigne.

## Fiche technique
- Titre original : The Poseidon Adventure
- Titre français : L'Aventure du Poséidon
- Réalisation : Ronald Neame
- Scénario : Stirling Silliphant et Wendell Mayes, d'après le roman L'Aventure du Poseidon de Paul Gallico
- Musique : John Williams
- Décors : William Creber (en)
- Costumes : Paul Zastupnevich (en)
- Photographie : Harold E. Stine (de)
- Montage : Harold F. Kress
- Production : Irwin Allen
- Société de production : Kent Productions
- Société de distribution : 20th Century Fox
- Budget : 4,7 millions de dollars[1]
- Pays de production :  États-Unis
- Langue originale : anglais
- Format : couleur - 2.35:1 - 35 mm - son stéréo
- Genre : catastrophe
- Durée : 117 minutes
- Dates de sortie :
  - États-Unis : 12 décembre 1972 (avant-première mondiale à New York) ; 13 décembre 1972 (avant-première à Los Angeles) ; 15 décembre 1972 (sortie nationale)
  - France : 29 mars 1973

## Distribution

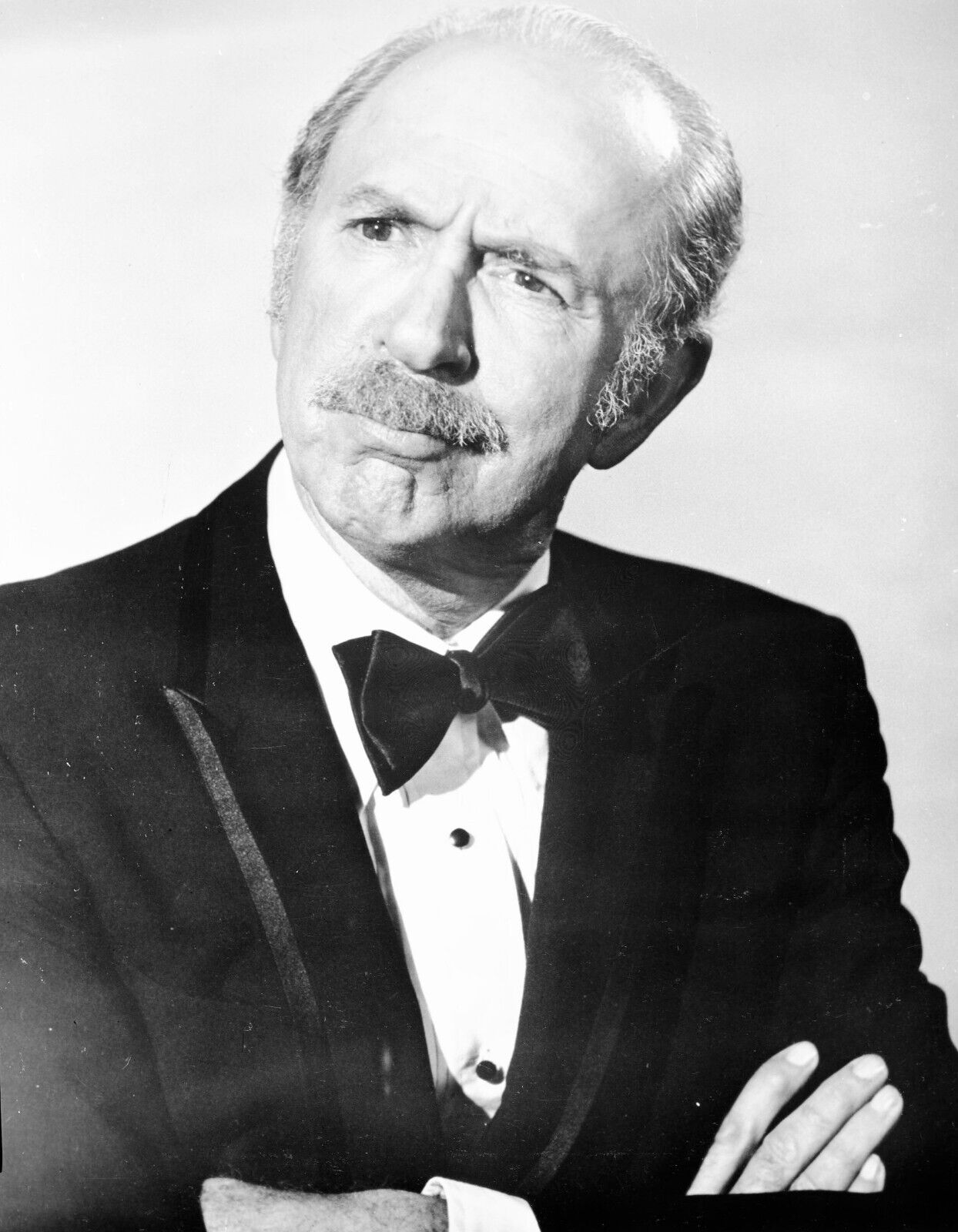
Jack Albertson dans le film.

- Gene Hackman (VF : Claude Joseph) : le révérend Frank Scott, pasteur de quartier difficile
- Ernest Borgnine (VF : Henry Djanik) : le sergent Mike Rogo, policier de la mondaine
- Red Buttons (VF : Guy Piérauld) : James Martin, chemisier
- Carol Lynley (VF : Claude Chantal) : Nonnie Parry, chanteuse
- Roddy McDowall (VF : Jean-Pierre Leroux) : Acres (Alan en VF), serveur du paquebot
- Stella Stevens (VF : Michèle Bardollet) : Linda Rogo, ancienne prostituée, femme de Mike
- Shelley Winters (VF : Paule Emanuele) : Belle Rosen, retraitée
- Jack Albertson (VF : Philippe Dumat) : Manny Rosen, quincaillier à la retraite, époux de Belle
- Pamela Sue Martin (VF : Janine Forney) : Susan Shelby, jeune vacancière
- Arthur O'Connell (VF : Jean-Henri Chambois) : Chaplain John, pasteur, mentor de Frank
- Eric Shea (en) (VF : Arlette Thomas) : Robin Shelby, jeune vacancier, frère de Susan
- Leslie Nielsen (VF : Jean-Claude Michel) : Commandant Harrison, capitaine du paquebot
- Fred Sadoff (en) (VF : Serge Lhorca) : M. Linarcos, propriétaire du Poséidon
- Sheila Mathews : Nelly, l'infirmière
- Jan Arvan (VF : Henri Labussière) : Dr Caravello, médecin de bord
- Byron Webster (VF : William Sabatier) : le commissaire de bord
- John Crawford (VF : Marc de Georgi) : Joe, le chef-mécanicien
- Bob Hastings (VF : Pierre Hatet) : le maître de cérémonie
- Erik L. Nelson (VF : Pierre Hatet) : M. Tinkham, sous-officier
- Charles Bateman (en) (VF : Daniel Gall) : le premier-lieutenant Larsen
- Maurice Marsac : l’officier français de l'Aéronavale (non crédité)

## Production

### Développement
Paul Gallico, qui a écrit le roman, s'est inspiré d'un voyage qu'il avait fait sur le Queen Mary. Alors qu'il était en train de prendre son petit déjeuner dans la salle à manger, une énorme vague a envoyé des gens et des meubles de l'autre côté du navire. Il a aussi été inspiré par un autre événement arrivé sur le Queen Mary pendant la Seconde Guerre mondiale lorsqu'une vague gigantesque avait frappé le navire dans l'Atlantique Nord alors qu'il transportait des troupes américaines à destination de l'Europe. Il s'en était alors fallu de peu qu'il ne chavirât comme le Poséidon.
Dans le script original, c'est le révérend Scott qui sauvait Belle Rosen lors de l'expédition sous-marine dans les cales du navire. C'est Gene Hackman qui a persuadé le réalisateur Ronald Neame que ce fût plutôt Madame Rosen qui sauvât le révérend Scott, car il trouvait cette scène plus réaliste.

### Attribution des rôles
Sally Kellerman a été envisagée pour incarner Linda Rogo, alors que le rôle de Nonnie Parry a été proposé à Petula Clark mais elle l'a refusé. Gene Wilder devait quant à lui tenir le rôle de James Martin. Le rôle du révérend a été proposé à Burt Lancaster, qui le refuse.

### Tournage
Le tournage a lieu en partie à bord du Queen Mary stationné à Long Beach et dans les Fox Studios à Century City (Los Angeles).
Les scènes avant le chavirage ont été tournées à bord du Queen Mary, y compris la séquence d'ouverture montrant la tempête. La première séquence tournée a été celle où Nonnie, interprétée par Carol Lynley, répète The Morning after (chanté par Maureen MCGovern) avec son orchestre. Le tournage a dû être retardé à deux reprises à cause d'un manque de fonds.
Le plateau où avait lieu la fête de fin d'année a été conçu de manière que très peu d'objets soient déplacés du sol au plafond lors du chavirage. Les colonnes le long des murs étaient identiques en haut et en bas, et les décorations murales étaient amovibles. Une partie du plateau était construit sur un système hydraulique qui permettait de le placer dans un angle de 45°.
Les acteurs ont réalisé leurs propres cascades sauf les plus dangereuses. Tous les acteurs principaux se sont d'ailleurs plaints des difficultés de tournage. Cent-vingt-cinq cascadeurs ont travaillé sur le film.

## Distinctions

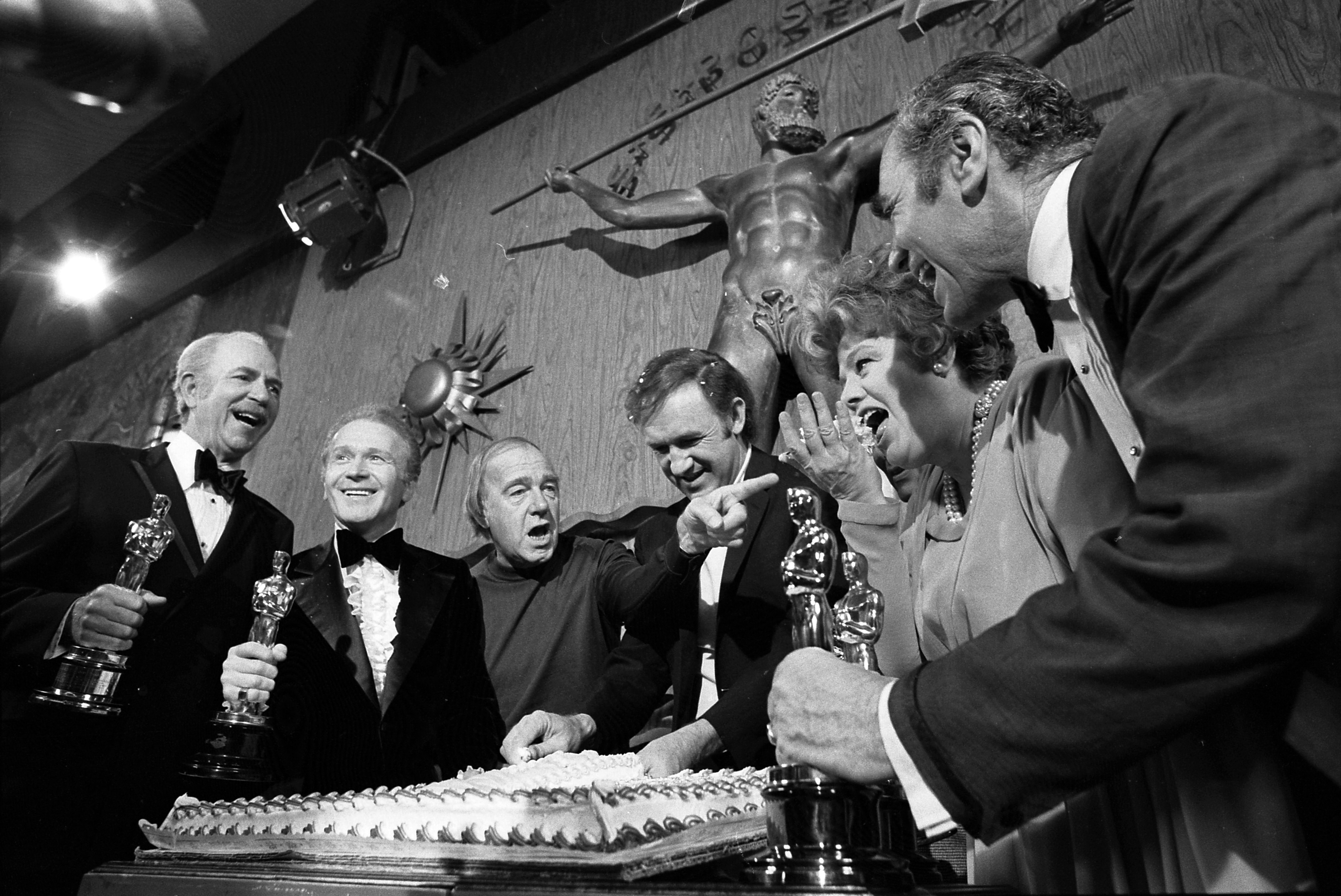
Les acteurs du film célébrant leur victoire aux Oscars (de gauche à droite : Jack Albertson, Red Buttons, Ronald Neame (réalisateur), Gene Hackman, Shelley Winters et Ernest Borgnine).

- Oscars 1973 : Oscar de la meilleure chanson originale ; nominations dans les catégories meilleur second rôle féminin, meilleur son, meilleure musique.
- BAFTA 1973 : Meilleur acteur (Gene Hackman)
- Golden Globe 1973 : Meilleure second rôle féminin (Shelley Winters)